# Zambon
Zambon SpA è un'impresa italiana che opera dal 1906 nell'industria farmaceutica.
Ha sede a Bresso in provincia di Milano, conta 2.400 collaboratori in tutto il mondo, è presente in 23 paesi tra Europa, America e Asia, e può contare sui suoi stabilimenti produttivi in Italia, Svizzera, Cina e Brasile, commercializzando i suoi prodotti in 87 paesi. Zambon Company SpA è la holding industriale del gruppo, costituita da Zach System (chimica fine), Zambon SpA (farmaceutica), Z-Cube (Research Venture), OpenZone (campus scientifico dedicato alla salute alle porte di Milano), Zambon Biotech e ItaliAssistenza (società di home care).

## Storia

### La prima generazione
Gaetano Zambon, fondatore del gruppo, nasce a Malo in provincia di Vicenza il 31 dicembre 1878. Il padre Giovanni possiede un'attività di commerciante di granaglie.
Dopo aver studiato farmacia presso l'Università di Padova laureandosi nel 1902, comprese le potenzialità del settore farmaceutico e vista la sua crescita, decise di vendere direttamente i materiali alle farmacie. Diventò poi socio di Silvio Farina con cui, nell'agosto del 1906 rilevò il deposito medicinali Rossi in corso Fogazzaro a Vicenza fondando l'11 novembre 1906 il Magazzino Medicinali Zambon.

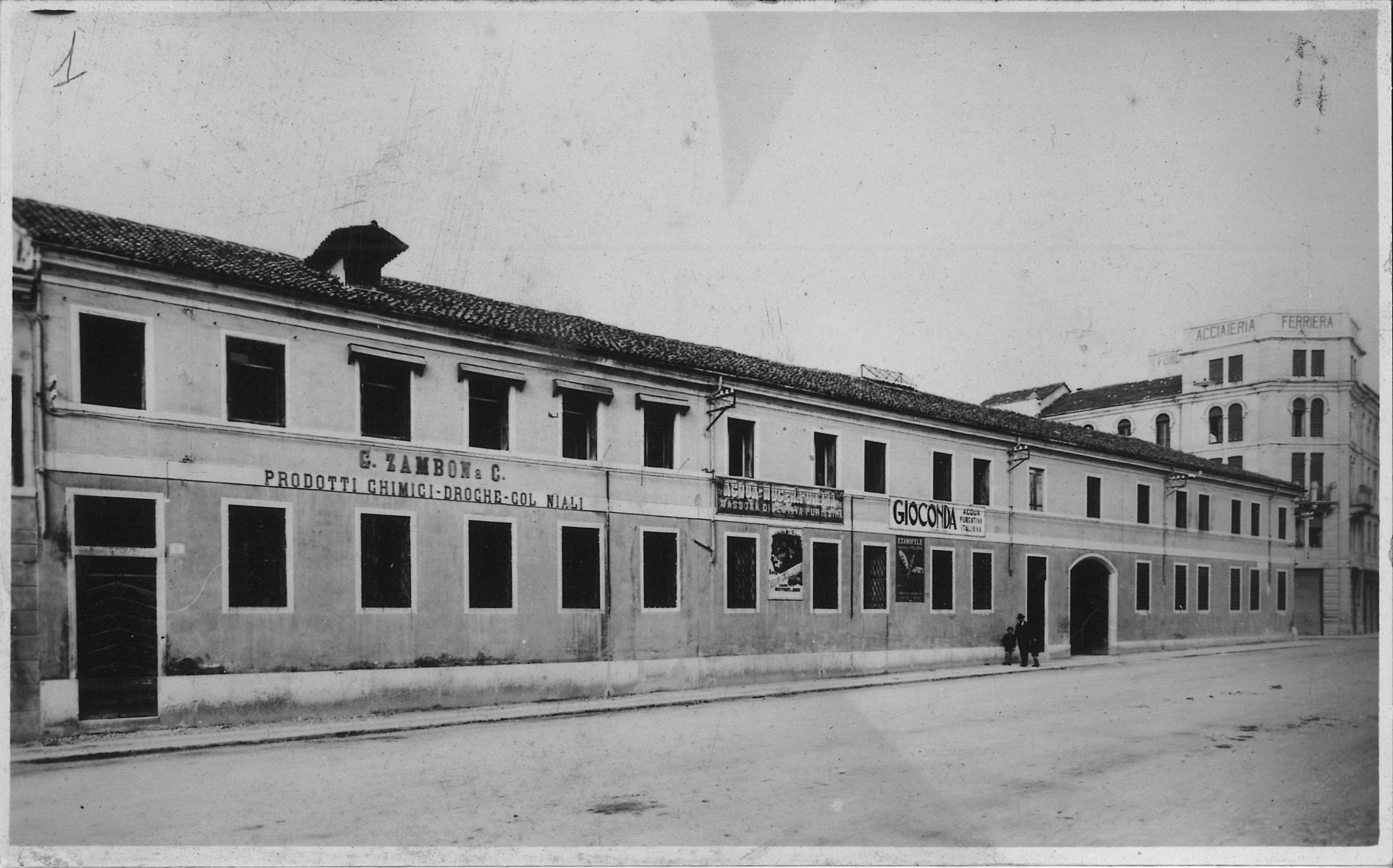
La prima sede Zambon

Il magazzino distribuiva prodotti farmaceutici di base come bismuto, iodio, bicarbonato, ma anche più semplicemente liquirizia, spezie e borotalco. Nel 1908 i due soci costituirono la Gaetano Zambon & C., nella quale le quote vengono equamente divise tra Gaetano, Silvio Farina e Teodorico Viero. Nel 1911 l'espansione economica del business si estese a tutta la regione imponendo il trasloco in un nuovo edificio.
Con la prima guerra mondiale l'attività rallentò senza tuttavia fermarsi. Gaetano Zambon svolse servizi per la Sanità Militare e nello stesso periodo i soci, Teodorico Viero, Silvio Farina e Arrigo Giacomelli, estesero la società a Giovanni Ferrari, anche lui con preparazione farmaceutica e commerciale.
La G. Zambon & C. aveva una piccola produzione, nell'area drogheria, di Elixir di china, Ferrochina, Rabarbaro e di un insetticida denominato ITE. Nel 1920 Gaetano Zambon ed i soci avviarono le proprie linee di produzione, fondando il primo laboratorio destinato alle specialità e ai galenici, con il marchio ZeF (Zambon e Farina), da distribuire alle farmacie e agli ospedali. Nel 1930 venne acquistata una vecchia fabbrica di concimi chimici che divenne il nuovo stabilimento per la produzione farmaceutica della società. Nel 1933 nacque il primo Reparto Prodotti Sintetici andando a completare il ciclo produttivo della farmaceutica che, in questo modo, andava dalle materie prime al prodotto finito.
Nel 1937 Gaetano Zambon e Silvio Farina vennero nominati Cavalieri dell'Ordine della Corona d'Italia e nel 1938, dopo l'uscita dalla società di Teodorico, venne costituita la Zambon & C. Società Anonima per Azioni, passando in un decennio da 100 a 300 dipendenti.
Durante la seconda guerra mondiale, il 14 maggio 1944, la fabbrica subì un massiccio bombardamento e gran parte dello stabilimento venne distrutto.

### La seconda generazione
Conclusa la seconda guerra mondiale, la prima generazione dei soci Zambon decide di lasciare le redini dell'impresa ai propri figli e nipoti.
Nel settembre del 1946, alla presenza dell'allora Ministro del Commercio con l'Estero, Pietro Campilli, viene inaugurato il nuovo stabilimento Zambon e i farmaci iniziano ad essere commercializzati anche all'estero.

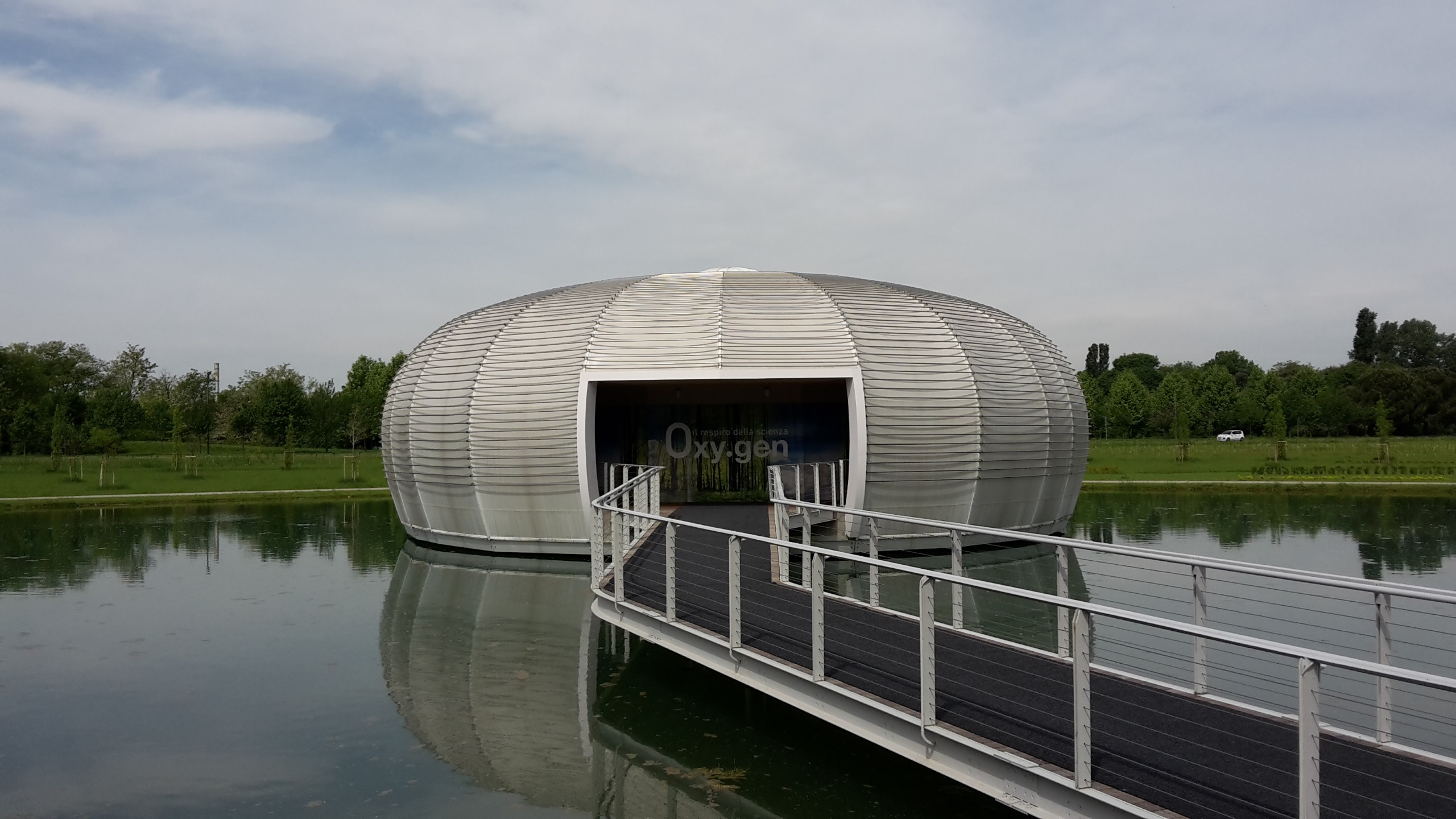
Padiglione Oxy.gen nel sito di Bresso.

Con il distacco dalla società del ramo dei Farina nel 1951 e dei Ferrari nel 1957, la gestione dell'attività passa ad Alberto Zambon. Nel 1959, all'età di 81 anni, Gaetano Zambon muore e la società cambia nuovamente ragione sociale in Zambon SpA.
L'azienda si espande all'estero, sia con centri di produzione che di commercio. Nel 1956 viene inaugurato il primo stabilimento produttivo in Brasile, con il nome di Zambon Laboratorios Farmaceuticos SA, cambiato nel 1993 in Ltda. Nel 1960 viene costituita la Zambon SA a Barcellona per coprire il mercato della penisola iberica (nel 1992 verrà aperta una sede autonoma in Portogallo, a Lisbona).
Nel 1961 sede centrale e laboratori di ricerca vengono spostati a Bresso, lasciando lo stabilimento per la produzione a Vicenza.
Nel 1963 viene creata Inpharzam a Lamone, in Svizzera, holding di tutte le attività internazionali. Questa sede viene poi trasferita a Cadempino, costruendo uno stabilimento specializzato in produzione farmaceutica. A Lugano viene inoltre creata la Davizam SA, la Siphar e l'Inpharzam Trading Company SA.
A 50 anni di distanza dal padre, anche Alberto Zambon è nominato Cavaliere del lavoro della Repubblica Italiana.
Negli anni successivi sono state create società in altre parti del mondo, per giungere alle 17 sedi di cui il gruppo dispone nel 2017. Nella sede di Bresso è stato creato anche un Campus Biotech, una "open zone" in cui nel 2016 convivono 22 aziende.

### La terza generazione
Come tutte le aziende familiari, anche i Zambon hanno dovuto affrontare il problema della successione generazionale. Negli anni novanta la compagine azionaria era composta da 27 cugini di età diverse, nel 2016 gli azionisti sono quattro fratelli con Elena Zambon al vertice del gruppo.
Elena Zambon è nominata presidente della multinazionale. Laurea in economia aziendale alla Bocconi, Elena Zambon ha lavorato in Citibank, è stata membro del consiglio d'amministrazione di UniCredit, di Ferrari N.V., Italcementi SpA, Fondo Strategico Italiano, Akros Finanziaria S.p.A. e Salvagnini SpA. E' vicepresidente di Aspen Institute Italia e Cavaliere del Lavoro.
Dopo avere deciso la separazione tra azionariato e management, nel settembre 2016 l'incarico di amministratore delegato è stato affidato ad un esterno, Roberto Tascione, un abruzzese con esperienza trentennale nel settore farmaceutico di varie multinazionali.
L'obiettivo è di internazionalizzare il gruppo crescendo in Cina, Brasile, Colombia e Messico e puntando anche negli Stati Uniti, essere sempre più specializzati nelle patologie severe come il Parkinson e la fibrosi cistica, triplicare le dimensioni in dieci anni, anche attraverso acquisizioni. Del fatturato complessivo del gruppo, l'85% è dovuto al settore farmaceutico, il 15% al settore chimico. Entro dieci anni le vendite in Italia, che rappresentano nel 2016 il 21% del totale, dovrebbero scendere al 15%.
Nel 2017 è stata realizzata una partnership di 8 anni con un altro ramo della famiglia Zambon proprietaria della Fis (Fabbrica italiana sintetici), cui è stato ceduto lo stabilimento di Lonigo (Vicenza), mentre ZambonGroup si concentra sull'impianto francese di ricerca sui principi attivi e più orientato alla "custom syntehesis".
Nel luglio 2019 Zambon effettua l'acquisizione più grande nei suoi 113 anni di storia: rileva da Sofinova Partners, in un'operazione inizialmente da 120 milioni che può arrivare anche a 500,  una biofarmaceutica olandese che opera a Monaco di Baviera e a Menlo Park (California), Breath Therapeutics, specializzata in terapie inalatorie avanzate. Sta sviluppando una terapia per la sindrome da bronchiolite obliterante (Bos).
Dal luglio 2022 Ilaria Villa è CEO di Zambon SpA.
Nel maggio 2024, Giovanni Magnaghi subentra nel ruolo di Amministratore delegato

## I farmaci
Il gruppo investe nel respiratorio, in particolare nel trattamento di patologie severe quali la Broncopneumopatia cronica ostruttiva e malattie rare e nel giugno 2013 Zambon acquisisce Profile Pharma nel Regno Unito, specializzata nel campo della Fibrosi cistica.
Allo stesso tempo Zambon entra nell'area terapeutica del sistema nervoso centrale con la molecola Safinamide.

## Premi e riconoscimenti
- 2018 : Premio Leonardo del Comitato Leonardo - Italian Quality Committee (al suo presidente Elena Zambon)[8][9].
- 2017 : Premio Masi per la Civiltà Veneta[10]